# Hubert Beck (Basketballtrainer)
Hubert Beck (* 1949) ist ein ehemaliger deutscher Basketballtrainer. Er trainierte unter anderem die Bundesligisten TuS Herten und Brandt Hagen.

## Leben
Hubert Beck war ab 1975 am Annette-von-Droste-Hülshoff-Gymnasium in Gelsenkirchen als Lehrer tätig. Er war Basketballspieler beim FC Schalke 04 und übernahm dort später das Traineramt. 1991 wechselte er als Trainer zum TuS Herten und führte die Mannschaft 1995 von der 2. Basketball-Bundesliga in die Basketball-Bundesliga. Zu seinen Spielern in der Aufstiegssaison gehörte der spätere NBA-Trainer Erik Spoelstra. 1997 wurde die Mannschaft in Ruhr Devils umbenannt und zog in die Arena Oberhausen um. Beck wurde im Januar 1998 von Dan Palmer als Trainer abgelöst, einen Monat später gingen die „Teufel“ bankrott.
Von 1998 bis 2000 trainierte Beck den Bundesligisten Brandt Hagen und anschließend den SVD 49 Dortmund in der 2. Bundesliga. Ab 2003 war er erneut als Trainer des FC Schalke 04 tätig: 2004 führte er die Mannschaft von der Regionalliga in die 2. Bundesliga und blieb vorerst bis zum Saisonende 2006/07 im Amt. Im November 2007 kehrte er als Trainer auf die Schalker Bank zurück und löste Keith Gray ab. Im Februar 2008 gab Beck den Posten aus gesundheitlichen Gründen an Boris Kaminski ab. Ab April 2008 war Beck sportlicher Berater bei Schalke 04, im Januar 2009 wurde er abermals S04-Trainer, nachdem die Mannschaft unter Kaminskis Leitung in der 2. Bundesliga ProA bis dahin lediglich vier Siege aus 16 Saisonspielen geholt hatte. Beck konnte den Abstieg nicht verhindern. Er betreute die Mannschaft anschließend bis zum Saisonende 2009/10 in der Regionalliga.
2013 schied Beck aus dem Schuldienst aus.